# Любшин, Юрий Станиславович
Ю́рий Станисла́вович Любши́н (род. 24 февраля 1955, Москва, СССР) — советский и российский кинооператор. Лауреат Государственной премии Узбекской ССР им. Хамзы (1986). Член Союза кинематографистов России.
Сын актёра, кинорежиссёра, народного артиста РСФСР Станислава Любшина.

## Биография
Родился 24 февраля 1955 года в Москве.
Окончил Московский институт электронного машиностроения, затем операторский факультет ВГИКа (1983, мастерская В. И. Юсова).
В 1993 году совместно с Ильей Дёминым, Сергеем Мачильским, Юрием Шайгардановым, Юрием Райским создал Ассоциацию российских кинооператоров (А. Р. К. О.).
С 2021 года преподаёт во ВГИКе, руководитель учебно-творческой мастерской операторского факультета.
Член Российской гильдии кинооператоров (R. G. C.).
Член Союза кинематографистов России.

## Творчество
По мнению киноведа Марины Дроздовой, автора статьи о Любшине в кинословаре «Новейшая история отечественного кино» (2001), большинство фильмов и сериалов, где работал Любшин, не ставило перед ним серьёзных художественных задач, однако в тех редких случаях, когда это было иначе, — в фильмах «Мечты идиота» режиссёра Василия Пичула (1993) и «8 ½ $» режиссёра Григория Константинопольского (1998) Любшин добивался впечатляющих профессиональных достижений.

## Награды
- Государственная премия Узбекской ССР им. Хамзы (1986) — за фильм «Прощай, зелень лета» (реж. Эльёр Ишмухамедов).

## Семья
Отец — Станислав Любшин (род. 6 апреля 1933 года), актёр театра и кино, кинорежиссёр. Мать — Светлана Любшина.
Младший брат — Вадим Любшин (род. 5 октября 1964 года), актёр театра и кино.
Жена — Елена Аминова (род. 29 декабря 1949 года), актриса, кинорежиссёр, педагог, журналист.
Дочь — Дарья (Дара) Любшина (Луран) (род. 23 декабря 1986 года), актриса, режиссёр. С 2015 года замужем за музыкантом, дирижером и композитором Сергеем Лураном (род. 22 ноября 1989 года). В феврале 2025 года на своей странице ВКонтакте Дарья заявила о их разводе с Сергеем. Дети от брака с Сергеем Лураном - Максим Луран (род. в 2019 г.), Анна Луран (род. в 2022 г.).

## Фильмография

### Короткометражные фильмы
- 1983 — «Карусельщик» реж. В. Гемс (дипломная работа)

### Полнометражные фильмы и сериалы
- 1985 — «Прощай, зелень лета», реж. Э. Ишмухамедов
- 1986 — «Была не была», реж. В. Федосов
- 1987 — «Тайное путешествие эмира», реж. Ф. Давлетшин
- 1988 — «Поджигатели», реж. А. Сурин
- 1989 — «Прямая трансляция», реж. О. Сафаралиев
- 1991 — «В русском стиле», реж. А. Просянов, А. Бойко
- 1991 — «Штемп», реж. Г. Иванов
- 1991 — «Похороны на втором этаже», реж. А. Сташков, Е. Аминова
- 1992—1993 — «Музыкальный прогноз», реж. В. Фатьянов
- 1993 — «Мечты идиота», реж. В. Пичул
- 1993 — «По следу телеграфа» (Франция), реж. Л. де Кермадек
- 1994 — «Письма в прошлую жизнь», реж. А. Аравин
- 1996 — «Любить по-русски 2», реж. Е. Матвеев
- 1997 — «Бедная Саша», реж. Т. Кеосаян
- 1998 — «8 ½ $», реж. Г. Константинопольский
- 1999 — «Директория смерти», новелла 12 «Зеркальце», реж. В. Янковский
- 2000 — «Афинские вечера», реж. П. Гладилин
- 2000 — «Вместо меня», реж. В. Басов, О. Басова
- 2000—2001 — «Чёрная комната», новелла 17 «Гипноз», реж. Г. Константинопольский
- 2001 — «Наследницы», реж. Э. Ишмухамедов, И. Польских
- 2002 — «Башмачник», реж. В. Зайкин
- 2003 — «Ангел на дорогах», реж. Э. Ишмухамедов
- 2003 — «Золотой век», реж. И. Хотиненко
- 2003 — «Чистые ключи», реж. В. Басов, О. Басова
- 2004 — «Влюблённые 2», реж. Э. Ишмухамедов
- 2005 — «Есенин», реж. И. Зайцев
- 2006 — «Алмазы на десерт», реж. А. Мохов
- 2006 — «Заколдованный участок», реж. А. Баранов
- 2007 — «Диверсант 2: Конец войны», реж. И. Зайцев
- 2009 — «9 мая. Личное отношение», новелла «Объяснительная», реж. Д. Дьяченко
- 2009 — «Лучший друг моего мужа», реж. А. Званцова
- 2010 — «Братаны 2», реж. С. Лялин
- 2010 — «Гражданка начальница», реж. М. Вассербаум
- 2010 — «Классные мужики», реж. О. Фомин
- 2010 — «О чём говорят мужчины», реж. Д. Дьяченко
- 2011 — «Сёмин. Возмездие», реж. С. Лялин
- 2013 — «Верни меня», реж. А. Ефремов
- 2013 — «Все сокровища мира», реж. А. Ефремов
- 2013 — «Однажды преступив черту», реж. М. Демченко
- 2013 — «Она не могла иначе», реж. А. Ефремов
- 2013 — «Самое главное», реж. А. Ефремов
- 2014 — «Военный корреспондент», реж. П. Игнатов
- 2014 — «Снег растает в сентябре», реж. Р. Манукян
- 2015 — «Самый длинный день», реж. П. Игнатов
- 2016 — «Кузнец моего счастья», реж. В. Петров
- 2016 — «Одиночка», реж. С. Гиргель
- 2016 — «От печали до радости», реж. Д. Сорокин
- 2018 — «Жертва любви», реж. Р. Кубаев
- 2018 — «Фламинго», реж. А. Ефремов
- 2020 — «Танкист», реж. А. Ефремов

### Документальные фильмы
- 2008 — «Рерберг и Тарковский. Обратная сторона «Сталкера»», реж. И. Майборода
- 2010 — «Человек весны. Тонино Гуэрра», реж. О. Гарибова

### Музыкальные видеоклипы
- 1994 — Ирина Аллегрова — «Я тебя отвоюю», реж. Т. Кеосаян
- 1994 — Игорь Саруханов — «Скрипка-лиса», реж. Т. Кеосаян
- 1994 — Валерий Меладзе — «Сэра», реж. П. Хазизов
- 1995 — Ирина Аллегрова — «Войди в меня», реж. Т. Кеосаян
- 1997 — Ирина Аллегрова — «Занавес», реж. Т. Кеосаян
- 1998 — Борис Сичкин — «С лейкой и блокнотом»

## Киновоплощения
- 2022 — Клипмейкеры — Дмитрий Гриневич